# ATC-kod R02: Medel vid sjukdomar i strupe och svalg
ATC-kod R02: Medel vid sjukdomar i strupe och svalg är en del av klassificeringssystemet ATC (Anatomical Therapeutic Chemical Classification System) för läkemedel och vissa andra medicinska produkter. ATC utvecklas av WHO och består av alfanumeriska koder indelade i grupper utifrån anatomi, medicinsk funktion och läkemedelstyp på 5 olika kodnivåer. Denna sida utgör innehållet i en specifik grupp på nivå 2.

## R02A Medel vid sjukdomar istrupeochsvalg

### R02AAAntiseptika
R02AA01 Ambazon
R02AA02 Dekvalon
R02AA03 Diklorbensylalkohol
R02AA05 Klorhexidin
R02AA06 Cetylpyridinium
R02AA09 Benseton
R02AA10 Myristylbensalkon
R02AA11 Klorkinaldol
R02AA12 Hexylresorcinol
R02AA13 Akriflaviniumklorid
R02AA14 Oxykinolin
R02AA15 Povidon-jod
R02AA16 Bensalkonium
R02AA17 Cetrimonium
R02AA18 Hexamidin
R02AA19 Fenol
R02AA20 Övriga

### R02ABAntibiotika
R02AB01 Neomycin
R02AB02 Tyrotricin
R02AB03 Fusafungin
R02AB04 Bacitracin
R02AB30 Gramicidin

### R02AD Lokalanestetika
R02AD01 Bensokain
R02AD02 Lidokain
R02AD03 Kokain
R02AD04 Dyklonin

### Engelska
- WHO Collaborating Centre for Drug Statistics Methodology - ATC Index
- WHO Collaborating Centre for Drug Statistics Methodology - ATCvet Index

### Svenska
- SIL online
- FASS.se - ATC
- FASS.se - Veterinär-ATC
- Sök läkemedelsfakta - Läkemedelsverket
- Socialstyrelsen : Klassifikationer
- Nationellt produktregister för läkemedel - NPL